# Feng shui
Pour les articles homonymes, voir Feng shui (homonymie).

Fēng shuǐ.

Le feng shui (chinois simplifié : 风水 ; chinois traditionnel : 風水 ; pinyin : fēng shuǐ, qui signifie littéralement « le vent et l'eau ») est un art millénaire d'origine chinoise qui a pour but d'harmoniser l'énergie environnementale (le qi, 氣, 气) d'un lieu de manière à favoriser le bien-être, la santé et la prospérité de ses occupants. En Chine, on l'appelle généralement la discipline fēng shuǐ xué (風水學 / 风水学, « étude du vent et de l'eau »). Cet art vise à agencer principalement les habitations en fonction des « énergies » visibles ou subtiles (qi) pour obtenir une harmonie, un équilibre des forces et une circulation optimale de l'énergie. Il s'agit d'un art fondé sur les principes de la philosophie taoïste, au même titre que la médecine traditionnelle chinoise ou l'acupuncture.
À l'opposé des pratiques du feng shui de l'arrangement du « ciel postérieur » qui concerne la vie de l'homme en tant qu'être vivant (yang), l'autre variante du feng shui est l'utilisation de l'arrangement du « ciel antérieur » (yin). Celui-ci est principalement utilisé pour l'organisation des lieux de sépulture, qui sont choisis et orientés suivant des principes permettant de favoriser la pérennité des descendants sur plusieurs générations. Ces lieux étaient gardés secrets afin d'éviter les malveillances envers les familles. Agir sur la configuration d'un lieu de sépulture correspond, selon la pensée extrême-orientale, à faire une action sur tous les membres descendants de cette famille.
Le feng shui est une philosophie et une pseudo-science. Il est fondé sur les principes du taoïsme nés de l'observation de la nature et d'un principe philosophique que l'on retrouve dans le bouddhisme : tout est relié, l'interdépendance des choses.

## Étymologie
Le terme signifie littéralement « vent » (fēng) et « eau » (shuǐ). Cet art fut tout d'abord appelé kānyú shù (堪輿術/堪舆术) (ou simplement kānyú (堪輿/堪舆), kān(堪/堪) « observation » et yú (輿/舆) « char », puis « terre » et shù signifie « art ». Kānyú shù signifie donc « l'art de l'observation de la terre » ; certaines interprétations considèrent que kān désigne la voie du ciel et yú la voie de la terre. Le nom fēng shuǐ apparaît pour la première fois dans le zàngshū (葬書/葬书) ou Traité des sépultures écrit par Guō Pú (郭璞 276-324) :

« Les Classiques disent que le qi se disperse par le vent et qu'il est arrêté par l'eau. Les Anciens l'ont collecté pour prévenir sa dissipation, ils l'ont guidé pour assurer sa rétention. Ainsi ils ont nommé (cette méthode) feng shui. »

Un autre terme moins fréquent est Qīngniǎo shù (青鳥術), « art de l'oiseau bleu ». Oiseau bleu est selon le Zuo Zhuan le nom d'un fonctionnaire chargé de l'astronomie et du calendrier. Selon le « Yúnjí qīqiān » (雲笈七籤/云笈七签), ouvrage taoïste des Song, c'est le personnage qui enseigna à l'Empereur jaune comment diviser l'espace.

## Principes de base
Le feng shui prend ses origines dans la philosophie chinoise, le taoïsme. Il est l'application des principes du taoïsme à l'habitat. Le taoïsme a développé un ensemble de théories : le yin et le yang, les 5 éléments, le qi, le bagua, le Yi-Jing, etc.

### Qi(ouchi)
L'objectif du feng shui est l'identification et l'optimisation des « flux » de qi (chinois traditionnel : 氣 chinois simplifié : 气 (souffle vital environnemental, ou flux d'énergie naturelle), pinyin : qì).
Ces flux sont identifiés en fonction des principes de base yin yang, wu xing (cinq éléments), identification par rapport à l'interaction des trigrammes du ba gua du ciel antérieur et postérieur.

### Le yin et le yang
En feng shui, le principe du yin et du yang est utilisé pour évaluer et déterminer la nature d'un environnement. Celui-ci sera, par exemple à dominante yin, yang, ou en parfait équilibre.

### Le chiffre Kua
Le chiffre Kua (ou nombre Gua) est un concept fondamental du Feng Shui issu de l’école des huit demeures (Ba Zhai, 八宅). Il permet de déterminer les orientations favorables et défavorables d'une personne en fonction de son année de naissance et de son sexe. Ce système classe chaque individu dans l’un des deux groupes énergétiques : groupe de l'Est ou groupe de l'Ouest. Cette classification influence des aspects comme l’orientation du lit, du bureau ou encore l’entrée du domicile afin d’optimiser la circulation du Qi (氣) et ainsi favoriser la prospérité, la santé et le bien-être.
Le chiffre Kua permet d'identifier quatre directions favorables (Sheng Chi, Tian Yi, Yan Nian, Fu Wei) et quatre directions défavorables (Jue Ming, Liu Sha, Wu Gui, Huo Hai) (Shui bien) (Too, 2015).
Calcul du chiffre Kua
Le calcul du chiffre Kua repose sur une formule simple mais diffère selon le sexe de la personne :
- Pour les femmes :
  1. Additionner les deux derniers chiffres de l’année de naissance.
  2. Réduire à un seul chiffre si nécessaire.
  3. Ajouter 5 au résultat obtenu (ou 6 pour les personnes nées après l’an 2000).
  4. Si le résultat est 5, le chiffre Kua devient 8.
- Pour les hommes :
  1. Additionner les deux derniers chiffres de l’année de naissance.
  2. Réduire à un seul chiffre si nécessaire.
  3. Soustraire ce chiffre de 10 (ou de 9 pour les personnes nées après l’an 2000).
  4. Si le résultat est 5, le chiffre Kua devient 2.

Par exemple, une femme née en 1984 :
- 8 + 4 = 12 → 1 + 2 = 3
- 3 + 5 = 8      Son chiffre Kua est 8.

Un homme né en 1984 :
- 8 + 4 = 12 → 1 + 2 = 3
- 10 - 3 = 7      Son chiffre Kua est 7.

### Les cinq transformations ouwu xing

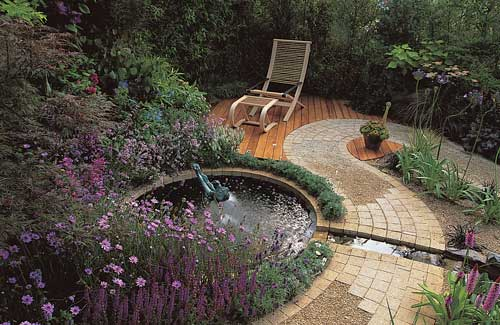
Jardin Feng Shui garden ayant remporté la médaille d'argent RHS Gilt de la Royal Society en 1999 au RHS Hampton Court Palace Flower Show. Conception : Pamela Woods.

Les cinq transformations ou cinq éléments (chinois simplifié : 五行 ; pinyin : wǔxíng) permet une classification des éléments de notre monde; le tai ji.
Nous avons trois cycles principaux entre ces cinq éléments. Un cycle de « production », un cycle de « contrôle » et un cycle d'« affaiblissement ».
Les cinq éléments sont : le bois (mù, 木), le feu (huǒ, 火), la terre (tǔ, 土), le métal (jīn, 金) et l'eau (shuǐ, 水). Ces cinq éléments sont assimilés à des comportements du qi. Une forme triangulaire sera assimilée au feu, à la couleur rouge, à un mouvement ascendant et une saveur amère, à une saison chaude. Une forme ronde sera assimilée à l'élément métal, aura un mouvement de contraction, assimilé à la couleur blanche et aura une saveur piquante. Ces cinq éléments font appel à nos sens de perception afin d'effectuer un classement en fonction de ces critères découlant de ces cinq comportements.
Les couleurs à la base du feng shui étaient utilisées pour choisir un terrain en fonction de l'environnement. Un sol de couleur rouge avait une nature feu, une montagne de nature terre (de forme carrée) était néfaste pour une construction sur ce terrain car la terre affaiblit les effets du feu. Une personne désire activer une énergie feu dans son intérieur, alors elle devra mettre des formes triangulaires, des matériaux de nature feu.
Au même titre, mettre un poster représentant la mer ne donnera pas un effet eau selon la cosmologie taoïste, car ce poster est du papier qui n'est pas de nature eau.

### Le facteur temporel
La transformation cyclique des propriétés du qi fait intervenir la notion de temps, très importante en feng shui (comme en acupuncture ou en médecine traditionnelle chinoise).
Le Tong Shu ou calendrier chinois est utilisé pour connaître et identifier les influences annuelles, mensuelles et journalières. Le changement de l'année chinois a lieu au mois de février et les influences sur les qualités de qi varient à partir de chaque nouvelle année suivant un cycle de 60 années (60 jia Zi).

### La boussole

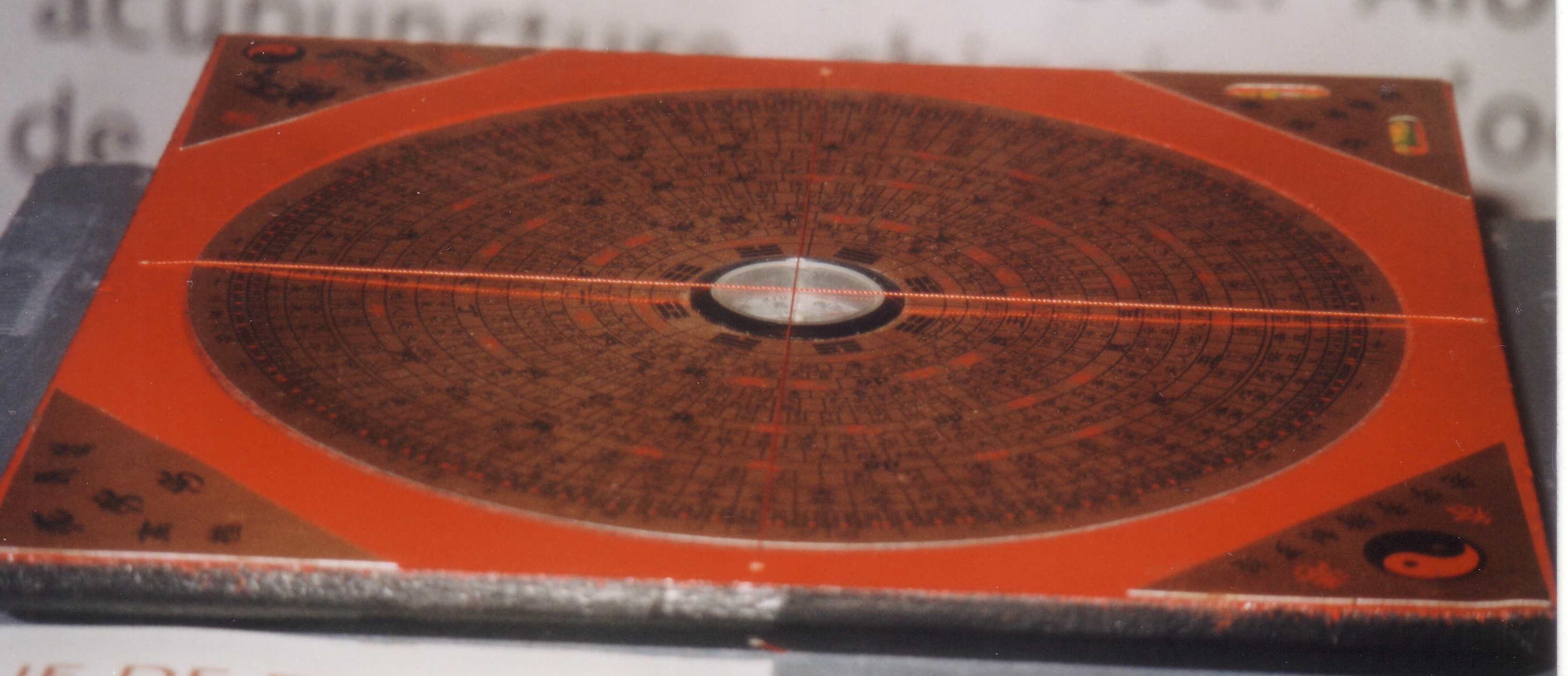
Luo pan.

Le luopan (chinois simplifié : 罗盘, chinois traditionnel : 羅盤, pinyin : luópăn) est un outil indispensable à la pratique du feng shui et à tout « maître des directions ».
Le luopan est une boussole comprenant plusieurs anneaux. Chaque anneau correspond à des indications spécifiques suivant les formules utilisées. Nous rencontrons trois types principaux de luopan : le San He 三合 (les trois harmonies), le San Yuan 三元 (les trois cycles) et le Zhong He qui combine les deux précédents. Chaque école a son propre luopan qui regroupe les formules utilisées par cette école.

### Leba gua

Le ba gua (ou pa kua) est utilisé pour positionner chaque élément dans la maison.

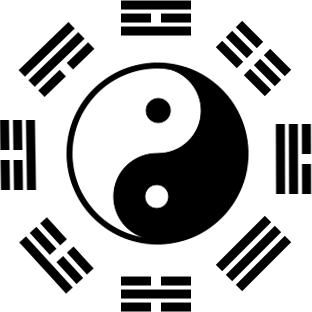
Le Ba Gua du ciel postérieur.

Le ba gua (pinyin : bā guà) signifie les 8 guas 八卦 ; il est un diagramme octogonal utilisé dans les analyses feng shui. Le sud est toujours placé en haut et le nord en bas. Cette disposition est en relation avec le champ magnétique terrestre. Chaque direction de l'octogone (nord, nord-est, etc.) possède des qualités particulières liées à la course du Yin 陰 et du Yang 陽.
Il existe deux représentations du ba gua : celle du « ciel antérieur » et celle du « ciel postérieur ». L'arrangement du ciel antérieur représente la nature originelle de l'univers ou les forces opposées se font face, l'Eau du trigramme Kan 坎, fait face au Feu du trigramme Li 離. Le métal du trigramme Qian 乾 fait face à la Terre du trigramme Kun 坤, des forces qui ne se rencontrent jamais. L'arrangement du ciel postérieur représente la nature du monde dans lequel nous vivons par l'engendrement successif de ces forces de l'univers, qui représentent les différentes étapes de la vie, identifiés par la valeur des huit trigrammes.
Le ba gua du ciel postérieur et du ciel antérieur sont à l'origine des formules utilisées en feng shui, de par les relations entretenues entre ces deux mondes distincts, lors d'un passage de l'un à l'autre.
Le bāguà zhǎng (八卦掌) peut être aussi un art martial interne qui représente les huit trigrammes.

## Histoire

### Aubes lointaines
Il y a plusieurs milliers d'années que les devins et les sages de la Chine ancienne, les fang shi ont jeté les fondements du feng shui. Selon la légende, la boussole fut inventée pendant le règne de l'Empereur jaune et fut d'abord utilisée pour la navigation. Elle fut ensuite modifiée pour l'usage en feng shui.
Pour les habitants de la Chine ancienne, les éléments naturels, comme le vent et l'eau, matérialisent l'énergie du ciel et de la terre. En mouvement, cette énergie est nourricière, excessive ou au contraire stagnante, elle possède des qualités destructrices.
Les premières tribus chinoises sont dirigées par des rois-chamans dont le premier était l'Empereur Fu Xi. Il fait partie des Trois Augustes, ou « Sages ». Ces praticiens connaissaient les voies du vent et de l'eau qui ont pouvoir sur les éléments. Le sage Fú Xī (伏羲/伏犧), est aujourd'hui vénéré comme protecteur des sciences et des arts divinatoires, notamment en raison de sa découverte du Hétú (河圖/河图 comportement cyclique du fleuve).
Le sinologue James Legge rapporte que le Yi Jing affirme que, près de trois millénaires avant notre ère, un animal mythique (Cheval-Dragon) sortit du Fleuve Jaune et, portant empreint sur son dos un arrangement de marques, aurait inspiré à Fú Xī l'idée du Hétú.
Yu le Grand est un autre roi-chaman dont on dit qu'il a reçu d'un immortel l'ouvrage intitulé Livre de la maîtrise des Eaux. D'après la légende, il découvrit le schéma Luòshū qui exprime le comportement cyclique du fleuve Luò, sur la carapace d'une tortue. Lorsqu'il devient roi après la mort de l'empereur Shun, Yu possède aussi la faculté de comprendre les changements terrestres et célestes qui affectent le vent et l'eau, ainsi que le cycle des saisons.
Huang Di, l'empereur jaune, fut un souverain légendaire qui acquit la maîtrise des caractéristiques propres à la topographie. Selon la légende chinoise, la Dame des neuf béatitudes lui enseigna la technique de la boussole géomantique.

### L'âge d'or
L'âge d'or du kānyú s'étendit de 618 à 1279 sous les deux dynasties Tang et Song. Pendant cette période, de nombreuses évolutions se produisirent. Yang Junsong (楊筠松 834-900) fut un des maîtres kānyú les plus célèbres. Il était également appelé Yang Jiupin (楊救貧), ce qui signifie « le sauveur des pauvres », car il aidait les pauvres sans contrepartie financière. Yang Junsong n'a pas eu de descendants car il devint moine. Cependant, il enseigna à de nombreux élèves le Yang Gong feng shui (杨 公 风水), dans les montagnes appelées maintenant Yang Xian Ling (monts Yang gong) où il vécut, près de la ville actuelle de Ganzhou.
Les secrets du feng shui ont été farouchement gardés par les empereurs et durant la dynastie Tang, le classique du Ba Zhai (Tong Han Jing) a été écrit par le moine Yi Hang (一行和尚) afin de satisfaire la demande des ambassadeurs des pays voisins. Ce système bazhai étant une forme du feng shui destinée au grand public, n'utilisant que 24 des 72 montagnes créées par Yang Junsong.
Sous la dynastie Song, Xu Jenwang développa les vues de l'école des Trois Périodes et créa celle du xuán kōng (玄空, vide mystérieux).
La dernière phase de développement du feng shui se produisit sous la dynastie Qing (1644-1911) puis sous la république de Chine (1912-1949). Très tôt sous la dynastie Qing, la « Méthode des huit maisons » (bā zhái fǎ, 八宅法) fut créée et appliquée exclusivement au feng shui des résidences. Le bā zhái fǎ cherche à accorder l'« astre protecteur » des occupants à celui de la maison. Pendant la période républicaine, l'école du xuán kōng avec Jia Da Hong 蒋大鸿 (étoiles volantes) intégra les données géologiques, en tant que complément au système des astres mobiles, dans l'évaluation d'un site. C'est également pendant cette période que le xuán kōng se développa dans l'évaluation des établissements d'entreprise et de commerce.

### Géomancie
Des missionnaires chrétiens parcourant la Chine au XIXe siècle ont traduit la notion de feng shui en « géomancie », « traduction » en référence au système astrologique contenu dans les applications des Étoiles Volantes (Xuan Kong Fei Xing)

### Aujourd'hui

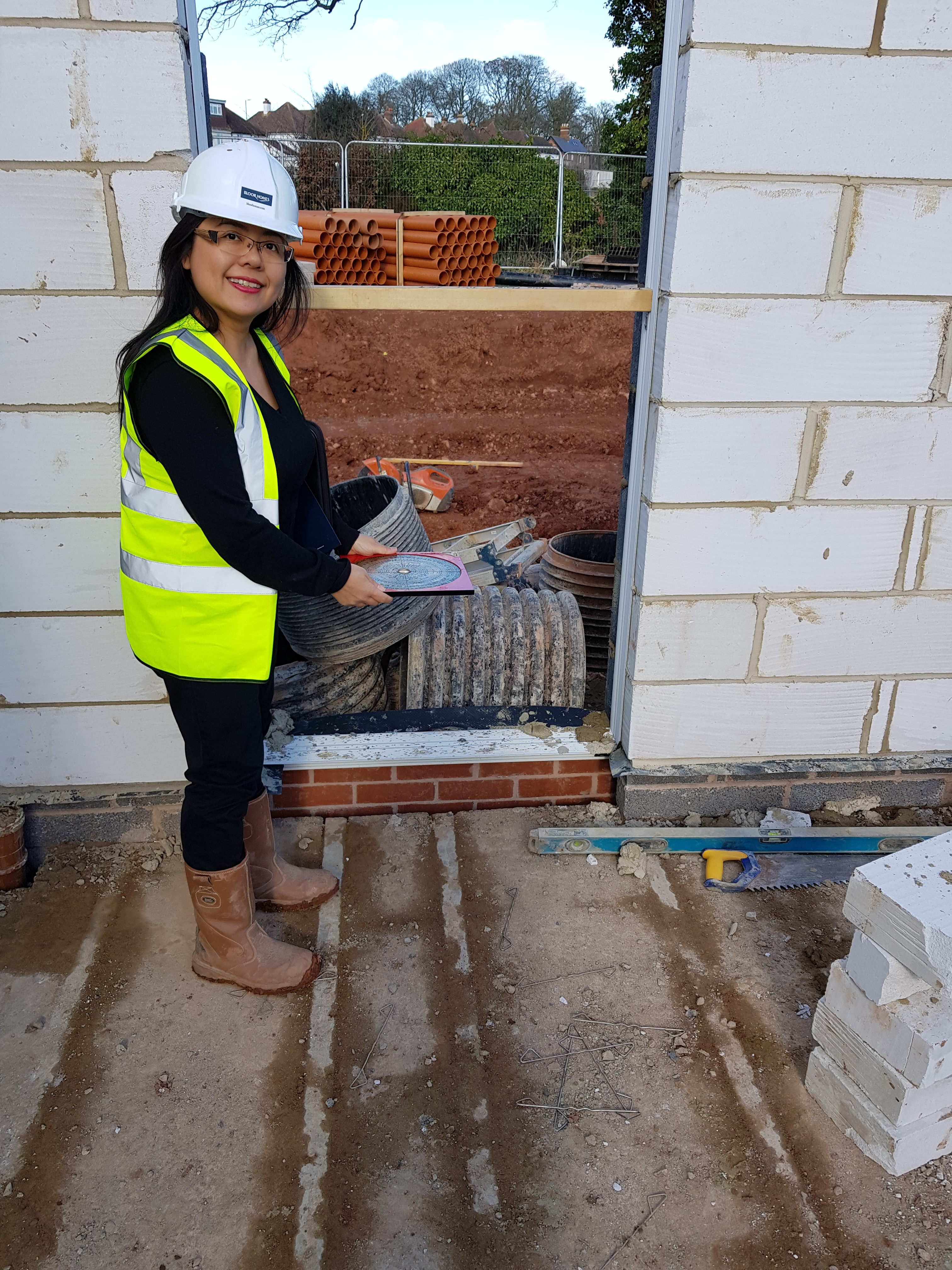
Maître du Feng Shui Angela Ang prenant une mesure d'un développement immobilier de nouvelle construction à Exeter (Royaume Uni), à l'aide d'une boussole loupan spécialisée (2018)

Le feng shui a une place importante dans la construction des bâtiments chinois. En effet, certaines villes voient leurs immeubles quasiment entièrement construits en fonction de ces règles. On a toujours recours aux maîtres de feng shui dans le sud de la Chine, et souvent pour des prix très onéreux. Par exemple, le sens d'une cage d'escalier a dû être inversé dans un immeuble à Hong Kong, à la suite des recommandations d'un maître.
Un autre exemple célèbre de l'importance du feng shui est la tour de la Bank of China à Hong Kong qui a engendré une sorte de « lutte » entre plusieurs banques, tout cela à cause des angles aigus de ce gratte-ciel.
Le feng shui ne joue pas seulement sur la décoration et l'aménagement des pièces mais aussi sur l'emplacement du terrain lui-même. Il peut être vraiment contraignant du fait que chaque pièce doit être organisée d'une manière spécifique pour pouvoir être harmonieuse, ce qui laisse peu de place à la liberté d'entreprendre. Toutefois, du fait que le Feng Shui ne soit pas une esthétique, mais l'application de règles d'harmonie, ce savoir laisse toute la liberté d'expression à l'habitant pour l'exprimer avec sa propre culture et ses goûts personnels, exactement comme dans tout art : liberté d'expression dans un cadre d'harmonie.
Depuis le milieu des années 1980, le feng shui a fait son apparition en Occident, d'abord aux États-Unis d'Amérique et plus tardivement dans les pays francophones.
Le feng shui classique (classical feng shui en anglais), également connu comme le « fēng shuǐ xuán kōng », comme pratiqué en Asie et en Occident aujourd'hui, est un amalgame de tous les aspects traditionnels du feng shui. Ceci inclut l'école de forme, l'école de boussole et la méthode des étoiles volantes.

## Une pratique sans fondement scientifique
Le feng shui s'appuie sur de nombreux postulats non admis par la communauté scientifique, puisque n'ayant jamais été prouvés à travers aucun protocole scientifique. Cette discipline est à ce titre qualifiée de pseudo-science,.
Ses détracteurs lui reprochent notamment l'emploi de concepts invérifiables (voir la notion de réfutabilité développée par Karl Popper) concernant le lien entre un lieu et le bien-être des individus. Certains réclament la réalisation d'une étude répondant à des critères scientifiques, notamment dans le cadre d'une clinique du sommeil, afin de mesurer l'impact du feng shui sur la qualité du sommeil.

## Critiques
Matteo Ricci (1552-1610), l'un des pères fondateurs des missions jésuites en Chine, aurait peut-être été le premier Européen à écrire sur les pratiques de feng shui. Son compte rendu dans De Christiana Expeditione apud Sinas parle des maîtres de feng shui (geologi, en latin) étudiant les sites de construction ou de sépulture potentiels « en référence à la tête, à la queue et aux pieds des dragons particuliers qui sont censés habiter sous cet endroit ». En tant que missionnaire catholique, Ricci critiqua vivement la « science recondite » de la géomancie ainsi que l'astrologie, les qualifiant de superstitio absurdissima des païens : « Quoi de plus absurde que d'imaginer que la sécurité d'une famille, les honneurs et leur existence entière dépendent de choses aussi futiles que l'ouverture d'une porte d'un côté ou d'un autre, que la pluie tombe dans une cour de droite à gauche, qu'une fenêtre soit ouverte ici ou là, ou qu'un toit soit plus élevé qu'un autre ? »
Les commentateurs de l'époque victorienne sur le feng shui étaient généralement ethnocentristes et, en tant que tels, sceptiques et méprisants envers ce qu'ils connaissaient du feng shui. En 1896, lors d'une réunion de l'Association éducative de Chine, le révérend P. W. Pitcher dénonça la « pourriture de l'ensemble du système de l'architecture chinoise » et exhorta ses collègues missionnaires à « ériger sans vergogne des édifices occidentaux de plusieurs étages avec des flèches imposantes afin de détruire les absurdités concernant le fung-shuy ».

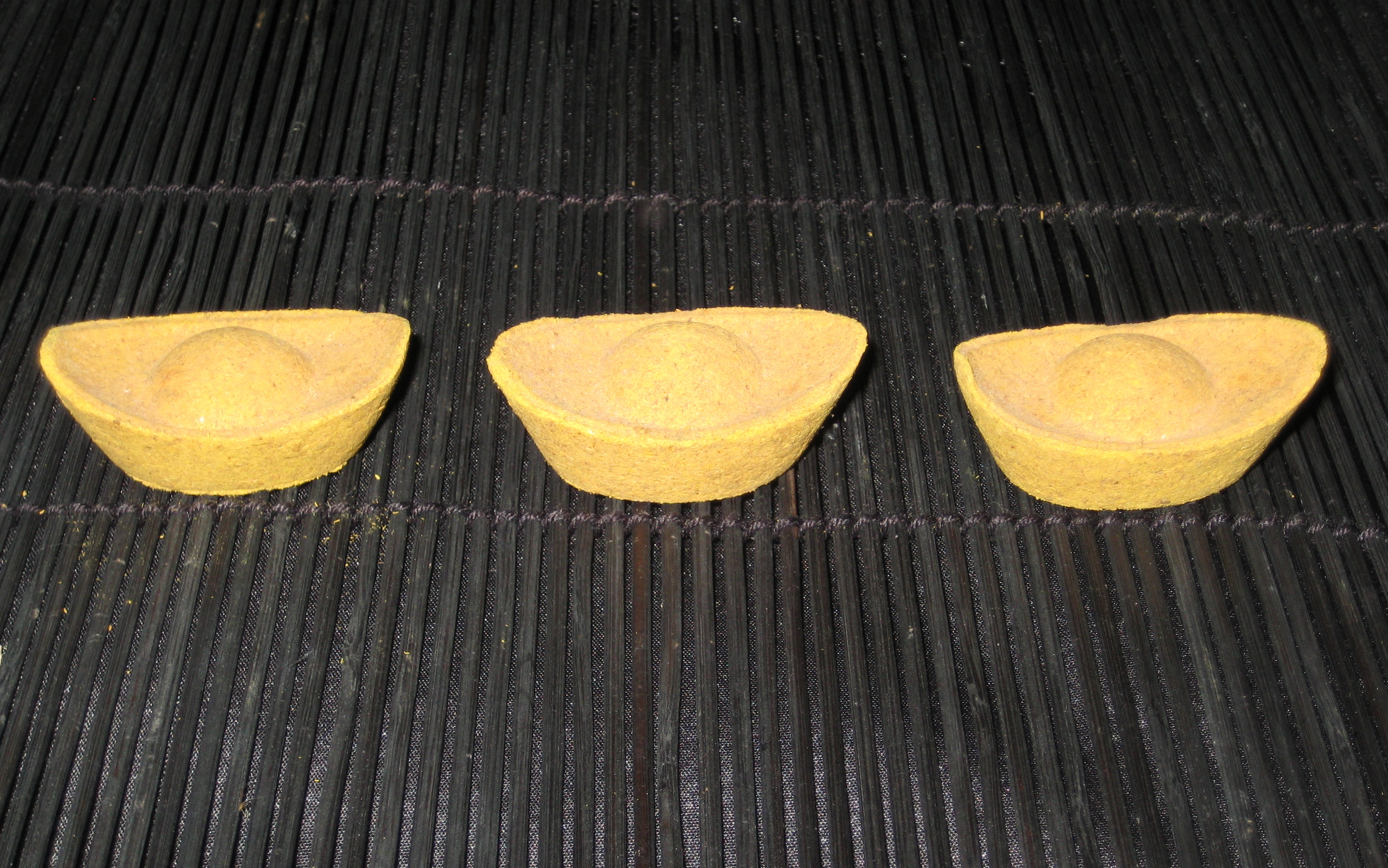
Sycee en forme d'encens utilisé en feng shui

Après la fondation de la République populaire de Chine en 1949, le feng shui était officiellement considéré comme une « pratique superstitieuse féodale » et un « fléau social » selon l'idéologie de l'État, et était découragé voire interdit à certaines périodes. Le feng shui est resté populaire à Hong Kong, ainsi qu'à la République de Chine (Taïwan), où la culture traditionnelle n'était pas réprimée.
Pendant la Révolution culturelle (1966-1976), le feng shui a été classé comme l'un des soi-disant Quatre Vieilleries à éradiquer. Les praticiens de feng shui ont été battus et maltraités par les Gardes rouges et leurs œuvres ont été brûlées. Après la mort de Mao Zedong et la fin de la Révolution culturelle, l'attitude officielle est devenue plus tolérante, mais des restrictions sur la pratique du feng shui sont toujours en place dans la Chine d'aujourd'hui. Il est aujourd'hui illégal en Chine d'enregistrer des consultations de feng shui en tant qu'entreprise et la publicité de la pratique du feng shui est également interdite. Il y a eu des répressions fréquentes contre les praticiens de feng shui au motif de « promouvoir des superstitions féodales », comme cela s'est produit à Qingdao au début de l'année 2006, lorsque le bureau des affaires commerciales et industrielles de la ville a fermé une galerie d'art transformée en cabinet de feng shui. Certains responsables qui avaient consulté le feng shui ont été licenciés et expulsés du Parti communiste.
Au XXIe siècle, en Chine continentale, moins d'un tiers de la population croit au feng shui, et la proportion de croyants parmi les jeunes urbains chinois est encore plus faible,. Les universitaires chinois autorisés à étudier le feng shui sont généralement des anthropologues ou des architectes de profession, qui étudient l'histoire du feng shui ou les théories historiques du feng shui derrière la conception des bâtiments patrimoniaux. Parmi eux, se trouve Cai Dafeng, vice-président de l'université Fudan. Apprendre le feng shui en vue de le pratiquer est encore considéré comme tabou. Néanmoins, selon un commentaire de la BBC en 2006, le feng shui a gagné des adeptes parmi les membres du Parti communiste. Depuis le début des réformes économiques chinoises, le nombre de praticiens de feng shui augmente.